# Nádasi András
Nádasi András (Budapest, 1946. október 21. –) magyar villamosmérnök, tanár, egyetemi docens. Kutatóként oktatástechnológiával, taneszköz elmélettel és -történettel, tanárként az IKT oktatásával foglalkozik. Mintegy 30 évig volt országos hatáskörű, pedagógiai intézetek vezető munkatársa. Jelenleg is tanít az Eszterházy Károly Főiskola Tanárképzési és Tudástechnológiai Karán, az Oktatás és Kommunikációtechnológiai Tanszéken. Archiválva 2016. március 5-i dátummal a Wayback Machine-ben Az oktatástechnológia, IKT, multimédia-fejlesztés, információtörténelem, Instructional Design tantárgyak oktatója. A HunDidac Szövetség megalapításának kezdeményezője, alapító tagja.

## Tanulmányok, végzettség
Budapesti Piarista Gimnázium, reál érettségi (1965); Budapesti Műszaki Egyetem, Villamosmérnöki Kar, Villamos gépek és készülékek ágazat, Műszaki tanári szak (1970); UNESCO-UNDP ösztöndíj: Indiana University (USA), Branch of Instructional Systems Technology, Instructional Designer (1977); Constantine the Philosopher University, ET-UNESCO Chair, Educational Technology Ph.D. (1999); Nyelvvizsga: angol, passzív nyelvtudása latin. Az Instructional Design and Technology c. doktori disszertációját, az ELTE Bölcsészettudományi Kar (ELTE BTK), neveléstudomány tudományágban PhD fokozatként akceptálta.

## Munkahelyek, beosztások
- 1969-1970 Felsőoktatási Pedagógiai Kutatóközpont, egyetemi hallgatóként tud. segédmunkatárs,
- 1970-1972 Fővárosi Pedagógiai Intézet, Oktatástechnikai Központ, továbbképzési felügyelő,
- 1972-1973 Budapesti Műszaki Egyetem, Oktatástechnikai Osztály, tudományos továbbképzési ösztöndíjas,
- 1973-1991 Országos Oktatástechnikai Központ, oktatásfejlesztési főosztályvezető,
- 1991-2003 ELTE Természettudományi Kar (ELTE TTK), Oktatástechnikai. Központ, villamos mérnöktanár, tudományos munkatárs,
- 2003-2008 Országos Pedagógiai Könyvtár és Múzeum, taneszköz-információs, majd múzeumi főosztályvezető,
- 2009-2010 Oktatáskutató és Fejlesztő Intézet, főosztályvezető, ny. tudományos tanácsadó, tud. főigazgató-helyettes.

## Oktatói munkásság
- 1985-1987: Budapesti Tanítóképző Főiskola, didaktika, oktatástechnológia óraadó tanár, adjunktus,
- 1987-1988: Bánki Donát Műszaki Főiskola, oktatástechnológia oktató, adjunktus,
- 1991-2002: ELTE TTK, oktatástechnológia oktató, multimédia-tervezés speciálkollégium, szakképzés vezető tanára,
- 1996-1998: GATE Kommunikációtechnikai Mérnöki Kar, didaktika, médiatervezés, óraadó tanár,
- 1999-2002: BMGE Mérnöktanári Doktori Iskola, multimédia-fejlesztés és -kutatás, egyetemi docens,
- 2000-2004: GDMF Oktatástechnológia Tanszék, médiadidaktika vezető-tanár, egyetemi docens,
- 2005-2016: Eszterházy Károly Főiskola TKTK Oktatás és Kommunikációtechnológiai Tanszék, egyetemi docens
- 2016-2021: Eszterházy Károly Egyetem Neveléstudományi Doktori Iskola, oktató
- 2017-        : Eszterházy Károly Katolikus Egyetem NTDI, témavezető

## Kutatási terület, gyakorlat
Oktatástechnológia, médiadidaktika, a pedagógusok IKT oktatása, oktatómédia kutatás és fejlesztés, taneszköz elmélet és -történet. 17 országban 56 alkalommal volt tanulmányúton. 1972 óta tart előadásokat, 6 esetben kapott UNESCO-ILO oktató-média szakértői megbízást. Számos állandó oktatástechnológiai tudományos rendezvény és kiállítás (OTDK, AGRIAMEDIA, HUNGARODIDACT, WORLDDIDAC, ICEM, MEDACTA, EURODIDAC) szervezőbizottságának tagja volt, ill. tagja. Az UNESCO támogatásával 1973-ban alapított Országos Oktatástechnikai Központ és bázishálózata megszervezésében a kezdetektől részt vett, így a hazai tantervi reformokhoz kapcsolódó audiovizuális oktatómédia fejlesztés, oktatástechnológiai kutatás és képzés egyik megalapozója. Az ELTE TTK-n a tanárjelöltek oktatásával, ikt kutatással, tudománytörténeti cd-romok fejlesztésével foglalkozott, irányította a multimédia fejlesztő laboratórium munkáját. Az OPKM-ben a taneszköz-információs, múzeumi és kiadói munkák irányítása mellett, fő feladata a köz- és felsőoktatási taneszköz-információs és értékelési rendszerek fejlesztése volt. Az Oktatáskutató és Fejlesztő Intézetben 2008-tól 2010-ig működött az irányításával létrehozott Calderoni Elektronikus Forráskezelő és Kompetenciafejlesztő Programadatbázis és Forrásközpont. Az iskolai infrastruktúra és taneszközök terén több nemzetközi szakértői munkacsoportban (UNESCO, ILO, ICEM, IGIP, etc.), ill. hazai projektben (OOK, MÜM, MKM, OM, OMFB, FEFA, KOMA, TÁMOP, stb.) vett részt. 2010-ben az EKF kutató tanáraként, alprojekt vezetőként dolgozott az Észak-Magyarországi Regionális Pedagógusképzési Kutató- és Szolgáltató Központ létrehozásában. Jelenleg egy új, „Pedagógiai technológiai rendszertervező” MA szak HPT, ID, ISD e-learning kurzusain dolgozik.

## Publikációk, egyéb reprezentatív munkák
Publikációinak száma kb. 180: Hazai, külföldi monográfiák: 14. Eredeti szakcikkek tudományos szaklapokban: 61. Felsőoktatási tankönyv, jegyzet és e-tananyag: 3+7. Munkák hazai és külföldi konferenciakötetekben, gyűjteményekben: 18+9. Munkák hazai és külföldi szaklapokban: 36+12. Recenziók, szakbírálatok: 23, Oktatófilm forgatókönyv és szakanyag, multimédia CD-ROM szerkesztés: 11+5. Távoktatási programcsomag, e-learning kurzus: 4. Hazai kutatási témavezetés: 6. Nemzetközi projektben részvétel: 4. Nemzetközi konferencia előadás, kiállítás rendezése 27+5. Dr. Nádasi András válogatott publikációi (1971-2010) Archiválva 2016. március 5-i dátummal a Wayback Machine-ben

## Elismerések
- Eötvös József emlékérem (1996)
- Kiss Árpád díj (2000)
- Honorary Member of the International Council for Educational Media (2000)
- Tudással Magyarországért Emlékplakett (2002)
- Agria Média Díj (2008)

## Tudományos és szakmai szervezetek
1979-1989 MM Pedagógiai Szakbizottság tagja, 1986-1989 az Oktatástechnológiai Tárcaközi Tudományos Tanács titkára; 1978-1995-ig az Audiovizuális Közlemények szerkesztője; 1993-1995-ig a Nemzeti Távoktatási Tanács Szakértői Kollégiumának munkatársa; 1998-2000-ig az MTA Pedagógiai Bizottsága Informatikai Albizottságának titkára. HunDidac alapító tag, 1992-2010 főtitkár, 1985-1991 az International Council for Educational Media magyar képviselője, majd 1992-2006 helyettes képviselő, 1994-2010 WorldDidac Trade Association magyar képviselő, 2001- Orsz. Köznevelési Tanács Tankönyv és Taneszköz Biz., tag, 2012- elnöke. 2003-tól a Könyv és nevelés folyóirat szerkesztőbizottsági tagja. 2012- az Orsz. Köznevelési Tanácsnak a tanárképző egyetemek és főiskolák által delegált tagja.

## Külső hivatkozások
- Eszterházy Károly Főiskola Oktatás-és Kommunikációtechnológia Tanszék
- Dr. Nádasi András válogatott publikációi (1971-2010)
- Dr. Nádasi András MTA köztestületi tag